# Fomitopsis betulina
Fomitopsis betulina (Bull.) B. K. Cui, M. L. Han & Y. C. Dai (2016) è una specie di funghi basidiomiceti appartenente alla famiglia Fomitopsidaceae.
Fungo parassita, è rintracciabile con maggior frequenza in boschi fitti, dove attacca le piante vive più deboli perché cresciute in condizioni di minor luce, per poi trasformarsi in saprofita dopo la morte dell'ospite e la sua decomposizione. Benché considerato non commestibile, le sue proprietà antiparassitarie erano note almeno dall'età del rame, dato che il suo utilizzo è accertato in quanto ritrovato nel tascapane della mummia del Similaun.

## Tassonomia
Inizialmente classificato come Boletus dal botanico, medico e micologo francese Jean Baptiste Bulliard, venne in seguito assegnato al genere Piptoporus dal micologo finlandese Petter Adolf Karsten, tuttavia, dopo un esame di filogenesi molecolare, recenti studi hanno suggerito che la specie era più strettamente affine a Fomitopsis che a Piptoporus, per essere definitivamente riclassificato a Fomitopsis nel 2016.
L'epiteto specifico betulina si riferisce al genere della pianta ospite (Betula). I nomi volgari per il fungo in lingua inglese includono birch bracket ("mensola" della betulla), birch polypore (polipo di betulla) e razorstrop fungus (fungo rasoio).

## Descrizione
Si tratta di un fungo lignicolo, il cui carpoforo assume un aspetto a mensola, liscio nella parte superiore, simile a una conchiglia o reniforme, di colore inizialmente biancastro che più matura e più vira in sfumature nocciola, o grigio-marrone, nella parte prossima all'attacco all'albero. Il corpo fruttifero ha una consistenza gommosa, che diventa sugherosa con l'età.
L'imenio è caratterizzato da pori di dimensioni molto ridotte, rotondeggianti e di colore bianco. Le spore sono di forma da cilindrica a ellissoidale, e misurano 3-6 per 1,5-2 μm.
Il legno decomposto dal fungo, e le colture del suo micelio, hanno spesso un chiaro odore di mele verdi.